# (200033) Newtaipei
(200033) Newtaipei es un asteroide perteneciente al cinturón de asteroides descubierto por el Lulin Sky Survey el 6 de agosto de 2007 desde el Observatorio Lulin.

## Designación y nombre
Designado provisionalmente como 2007 PX46.

## Características orbitales
(200033) Newtaipei está situado a una distancia media de 3,106 ua, pudiendo acercarse un máximo de 3,651 ua y acercarse un máximo de 2,560 ua. Tiene una excentricidad de 0,175.

## Características físicas
Este asteroide tiene una magnitud absoluta de 14,8.